# 우치고시
우치고시(内郷市)은 후쿠시마현 남부에 존재했던 시이다. 1966년 10월 1일 우치고시 등 14개 시·정·촌이 합병하여 이와키시가 신설되고 폐지되었다.

## 지리
후쿠시마현 하마도리 남부에 존재했던 시이다. 조반탄덴으로 발전하면서 훗날 탄광의 쇠퇴와 함께 주택화가 진행되면서 인접한 히라시의 중심지로 기능하게 되었다.

## 역사
우치고시는 1889년에 이와마에군 우치마치촌, 고지마촌, 하쿠스이촌, 다카사카촌, 쓰즈촌, 미다이사카이촌, 미마야촌, 미야촌의 합병에 의해 이와마에군 우치사토촌으로 성립하였다. 동시에 구촌명은 각각 대자명으로 계승되어 대자미마야에 면사무소를 설치했다.출범 당시 인구는 2,364명이었고 호수는 321호였다.1896년에는 이와키 군(石城郡)이 되고, 1894년에는 이와키 탄광 주식회사의 우치사토 탄광 인수에 의해 이 회사가 당촌에 진출. 이후 우치사토는 이와키 탄광 주식회사를 중심으로 한 조반 탄광의 중심지가 된다. 1913년에는 호우로 120명의 사망자를 냈으며, 1927년에는 마치다 갱에서 화재가 발생해 134명의 사망자를 냈다.
제2차 대전중의 1942년에, 정제를 베풀어 우치고쵸가 되었다.읍제 시행 시의 인구는 28,593명, 세대수는 5,788[1].1944년에는 마을의 주요 탄광회사였던 이와키 탄광과 입산채탄이 합병되어 조반 탄광주식회사가 설립된다.1950년에는 다시 폭우로 피해가 발생해 10개 갱이 침수됐고 3개 갱이 수몰됐다.또한 같은 해 이와키 공동설립병원이 창설되었다.
1954년에는 시제를 시행해 우치사토 시가 되었다.동시에 우치고무라 발족 때부터 이어진 오이자는 원래부터 「정」으로 끝나는 명칭인 다이지나이초를 제외하고 신규 명칭에 「정」을 부기하는 형태로 정이 된다.시제도 연도의 인구는 39,751명, 세대수는 8,232명. 또한 시제를 시행에 있어서 시청은 쓰즈루정에 설치하고, 1895년의 이리야마 채탄 창업 등으로 탄광 관련 직업 종사자가 증가했던 미노와무라 다이지 다카노를 1955년에 편입, 이 지역은 다카노초가 되었다. 시 제정 1년 후인 1956년에는 조반 탄광 관련 노동재해 대처를 위해 후쿠시마 산재병원을 유치하는 데 성공했으며 시립 우유처리장을 건설했다.다음 해인 1957년에는 송어, 홍송어의 재배와 양식, 수출을 위한 화지 제조의 육성 보조등이 개시되어 낚시터와 시영 헬스 센터를 개업하였다. 또한 시영 헬스센터 설치에 있어서는 탄광에서 발생하는 폐기 온수를 이용함으로써 실현되었다. 1962년이 되자, 전년도에 공포된 신산업도시건설촉진법에 따라 '군산·조반신산업도시'로 지정되면서 상공업자의 베드타운적 역할을 담당하게 되어 공영주택, 주택단지, 공단 등의 계획이 세워졌다.1964년에는 그 계획들이 실시되었지만, 한편으로는 한때 시의 주요 산업이었던 탄광은 우치고 탄광뿐이었다. 1966년 10월 1일에는 주위 14 시정촌과 합병해, 이와키시의 일부가 되었다.
- 1889년: 정촌제 시행, 이와마에군 우치마치촌, 고지마촌, 하쿠스이촌, 다카사카촌, 쓰즈촌, 미다이사카이촌, 미마야촌, 미야촌이 합병해 우치고촌이 성립하였다
- 1896년: 이와사키군이 이와키군, 기쿠타군과 합병, 이와키군 우치고촌이 되었다.
- 1913년: 호우가 발생해. 마을 안에서 120명의 사망자를 내었다.
- 1927년: 마을 내의 마치다 갱에서 화재가 발생. 134명의 사망자를 내었다.
- 1942년: 정으로 승격하였다.
- 1956년: 후쿠시마 산재 병원, 시립 우유 처리장이 완성되었다.
- 1957년: 시영 헬스 센터 완성되었다.
- 1962년: 신산업도시 건설촉진법에 따라 '고오리야마 조반 신산업도시'로 우치고시가 지정되었다.
- 1965년 우치고 시청 신청사 완공되었다.
- 1966년 10월 1일: 다이라시, 우치고시, 이와키시, 나코소시, 조반시, 이와키군 요쓰쿠라정, 도노정, 오가와정, 요시마촌, 미와촌, 다비토촌, 가와마에촌, 후타바군 히사노하마정, 오히사촌 등 14개 시·정·촌(5시 4정 5촌)이 합병하여 이와키시가 신설되고 폐지되었다. 또, 동시에 옛 우치고시의 동명에는 '内鄕'이라는 관칭이 덧붙여진다

## 행정

### 역대시장
| 대 | 성명                      | 취임            | 퇴임             | 비고                       |
| -- | ------------------------- | --------------- | ---------------- | -------------------------- |
| 1  | 누마타 카즈오(沼田一夫)   | 1954년 7월 10일 | 1965년 11월 22일 | 구 우치고 정장 재임중 사망 |
| 2  | 스즈키 요시마사(鈴木喜政) | 1966년 1월 14일 | 1966년 9월 30일  | 폐지                       |

## 교통

### 철도
- 일본국유철도
  - 조반선

### 도로
- 국도 6호선
- 국도 49호선

## 참고 문헌
- 角川日本地名大辞典 7 福島県（角川書店）